# مرتضی منصوری
مرتضی منصوری (زاده ۲ تیر ۱۳۶۹، شوش) یک بازیکن فوتبال اهل ایران است که در پست مدافع راست برای باشگاه فوتبال هوادار در لیگ برتر بازی می‌کند.

## دروان باشگاهی

### نساجی مازندران
مرتضی منصوری در تاریخ ۷ شهریور ۱۴۰۰ با عقد قراردادی ۲ ساله به نساجی مازندران پیوست.

### مس رفسنجان
وی در ۶ تیر ۱۴۰۱ با عقد قراردادی به باشگاه مس رفسنجان پیوست.

## افتخارات
سپاهان
- لیگ برتر نایب‌قهرمانی (۱): ۱۴۰۰–۱۳۹۹

نساجی
- جام حذفی (۱): ۰۱–۱۴۰۰